# Brognon (Ardennes)
Brognon is een gemeente in het Franse departement Ardennes in de regio Grand Est en maakt deel uit van het arrondissement Charleville-Mézières. De gemeente telde 130 inwoners op 1 januari 2022.

## Geografie
De oppervlakte van Brognon bedraagt 7,38 vierkante kilometer; Op 1 januari 2022 was de bevolkingsdichtheid 17,6 inwoners per km².
De gemeente ligt in de historische streek Thiérache. Door de hoge ligging, op het plateau van Rièzes en Rocroi, heeft de gemeente een ruig Ardennenklimaat, met veel neerslag, mist, wind en lage temperaturen in de winter. Het grondgebied bestaat voornamelijk uit bos- en weidegebieden, doorsneden met beekdalen. Aantrekkelijk is het heggenlandschap (bocage). Bosbouw en rundveehouderij zijn de belangrijkste economische dragers. Brognon behoort tot het stroomgebied van de bovenloop van de rivier de Oise.
De onderstaande kaart toont de ligging van Brognon met de belangrijkste infrastructuur en aangrenzende gemeenten.

## Demografie
Onderstaande figuur toont het verloop van het inwonertal. Dit inwoneraantal betreft uitsluitend de Franse burgers die als inwoner bij de gemeente staan ingeschreven. Daarnaast kent het dorp (afstand vanaf Utrecht 300 km en 150 km vanaf Brussel) veel eigenaren van tweede woningen met de Nederlandse of Belgische nationaliteit.

Vanwege een beveiligingsprobleem met de MediaWiki Graph-software is het momenteel niet mogelijk deze grafiek weer te geven. Zodra de software is bijgewerkt zal de grafiek vanzelf weer zichtbaar worden.

## Afbeeldingen

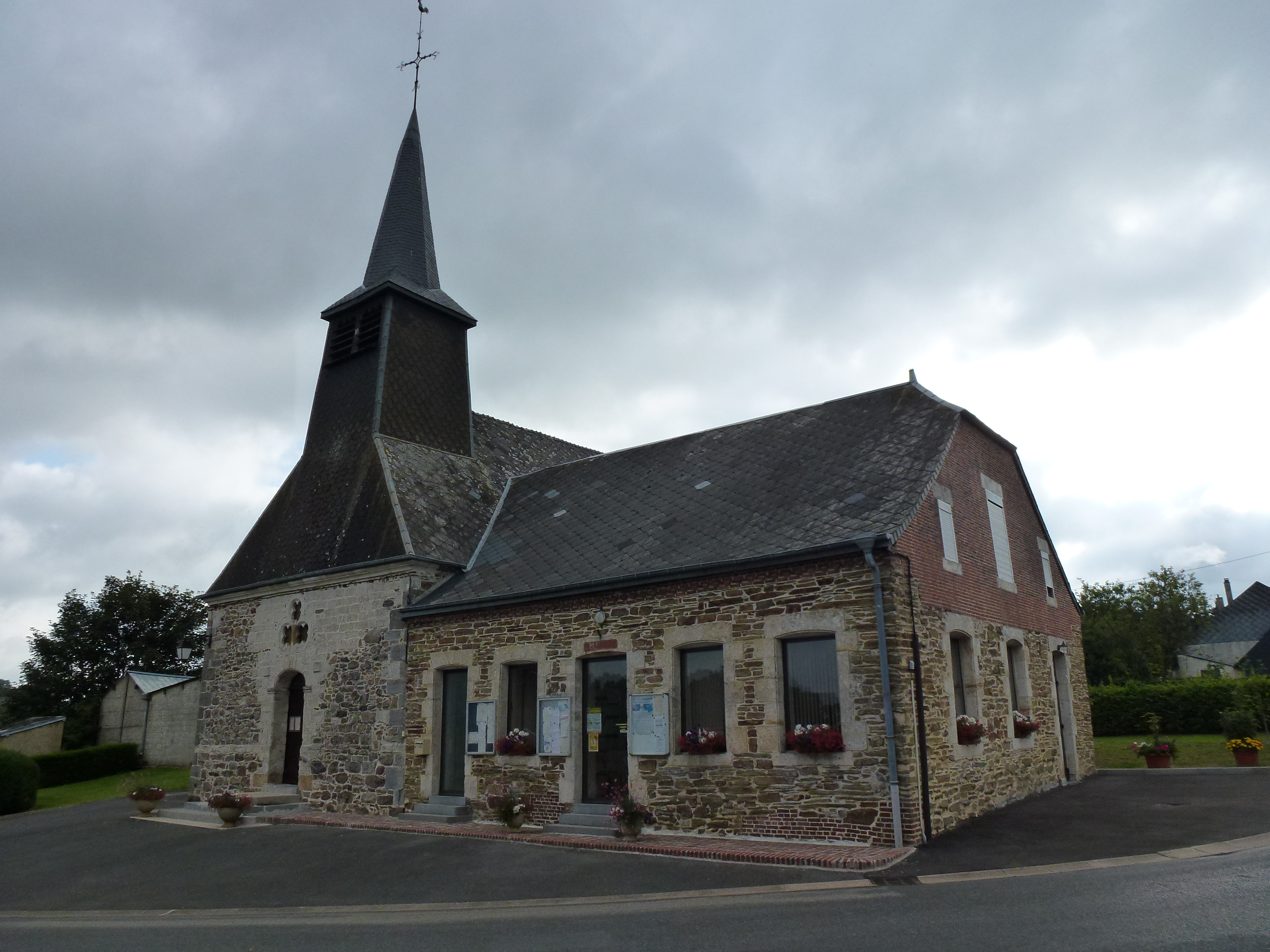
Kerk en gemeentehuis
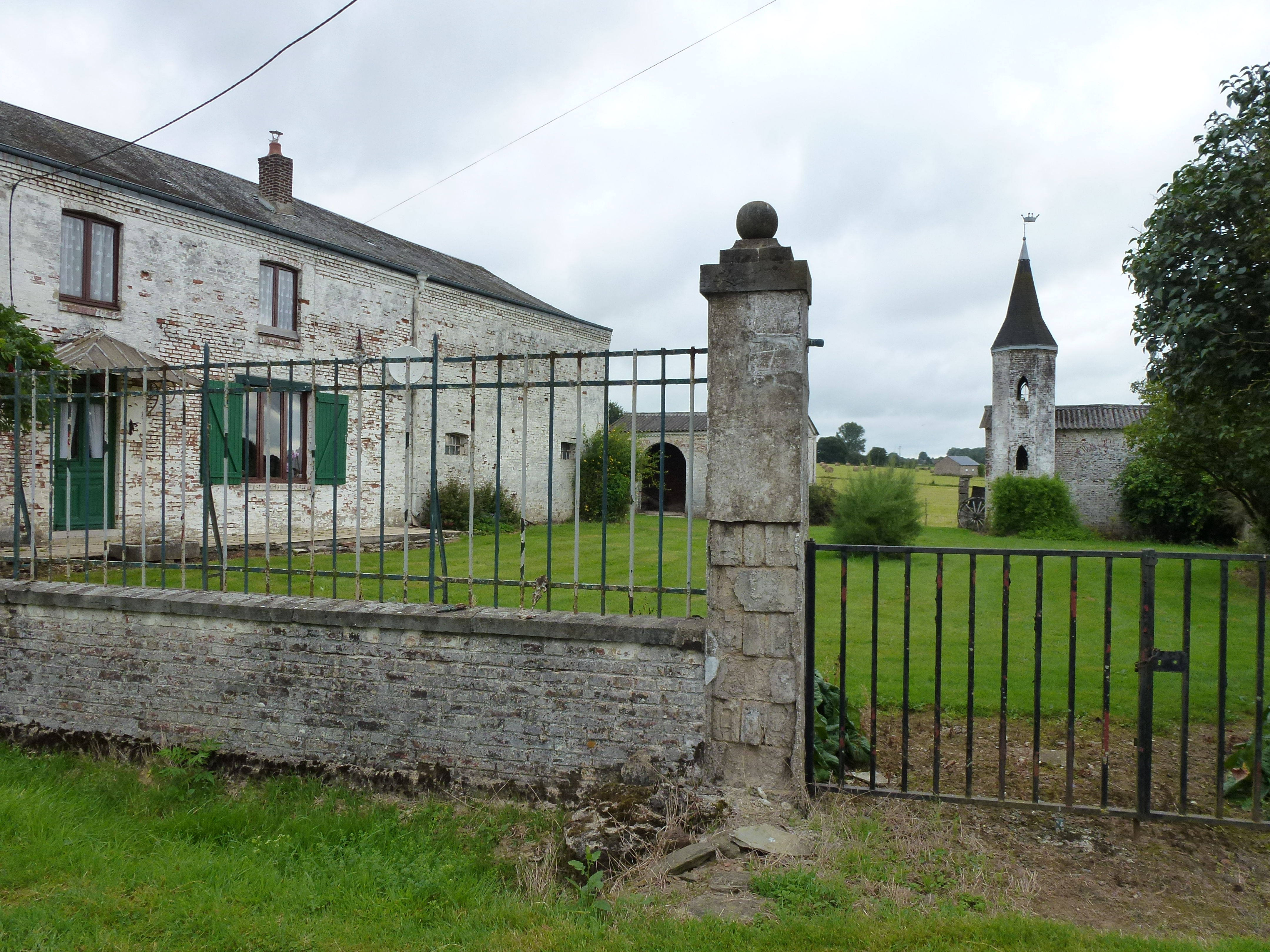
restant gebouw en toren van het kasteel
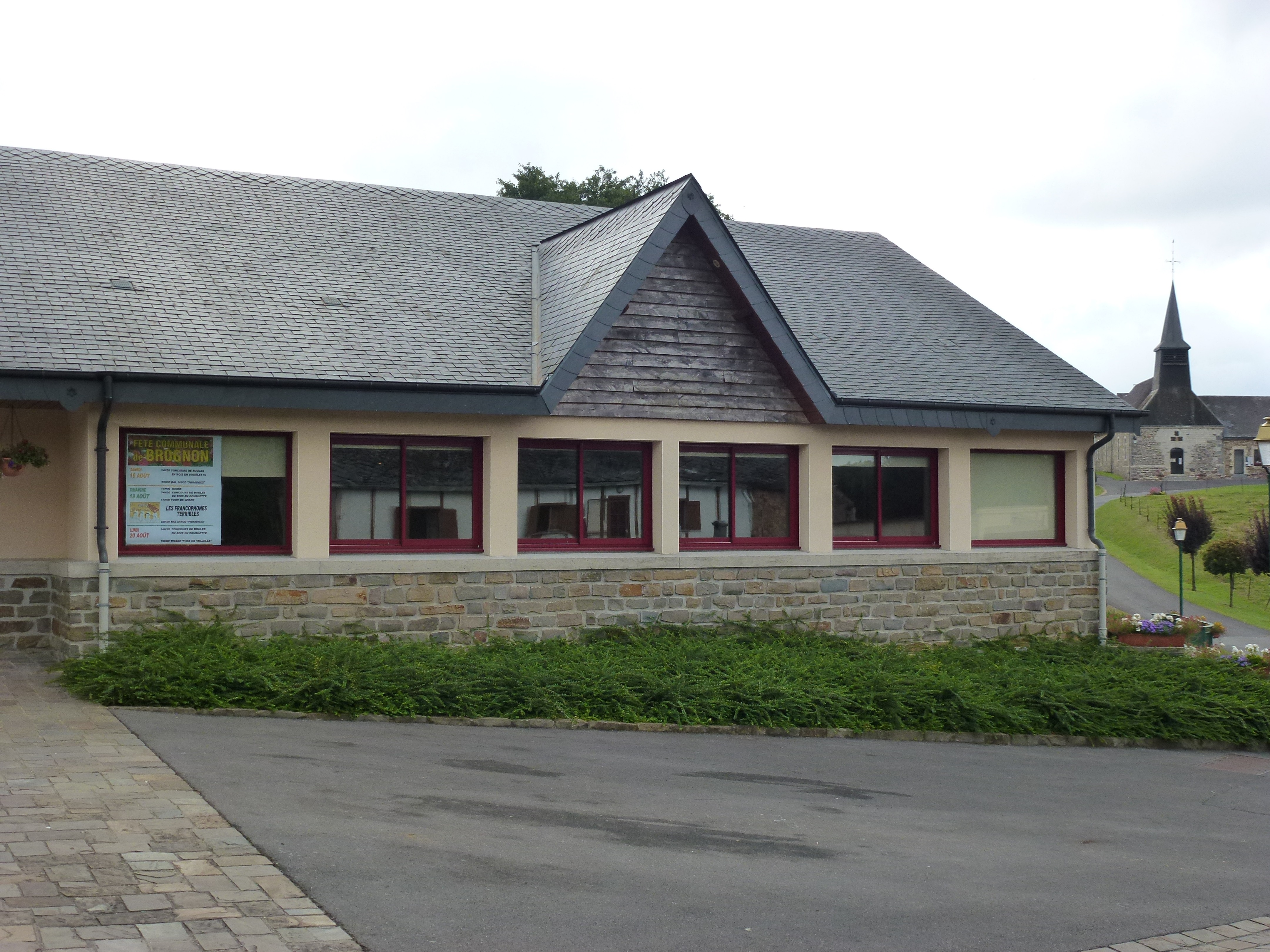
Dorpshuis
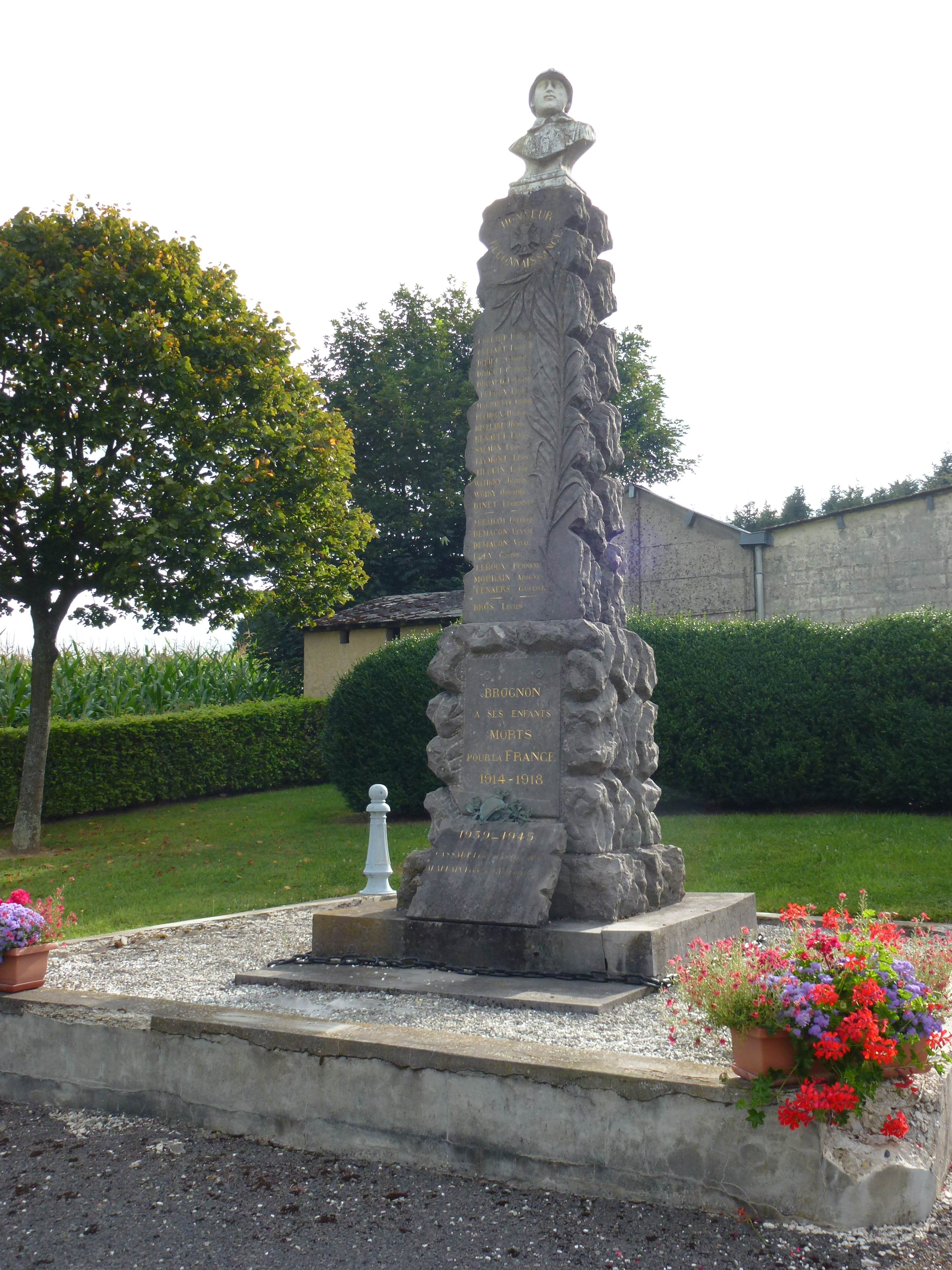
Oorlogsmonument

Auge · Auvillers-les-Forges · Blombay · Bourg-Fidèle · Brognon · Le Châtelet-sur-Sormonne · Chilly · Étalle · Éteignières · Fligny · Gué-d'Hossus · Ham-les-Moines · Harcy · Laval-Morency · Lonny · Maubert-Fontaine · Murtin-et-Bogny · La Neuville-aux-Joûtes · Neuville-lez-Beaulieu · Neuville-lès-This · Regniowez · Remilly-les-Pothées · Rimogne · Rocroi · Saint-Marcel · Sévigny-la-Forêt · Signy-le-Petit · Sormonne · Sury · Taillette · Tarzy · This · Tremblois-lès-Rocroi